# Chlaenius caurinus
Chlaenius caurinus är en skalbaggsart som beskrevs av Horn. Chlaenius caurinus ingår i släktet Chlaenius och familjen jordlöpare. Inga underarter finns listade i Catalogue of Life.